# Waldemar Font
Waldemar Font (* im 20. Jahrhundert in Havanna) ist ein ehemaliger kubanischer Boxer.
Waldemar Font wurde 1993 bei den 7. Weltmeisterschaften im finnischen Tampere Weltmeister im Fliegengewicht. Nach einem Erstrunden-K.O.-Sieg im Halbfinale über den Iren Damaen Kelly bezwang er im Finale den Usbeken Achemedow nach Punkten mit 17:8. 1997 wurde er WM-Zweiter im Bantamgewicht.